# Numrering av konstarter
| Numrering av konstarter |
| --- |
| Friedrich Hegel definierade arkitektur (här Cheopspyramiden) som "den första konstarten". - Betydelse – numrering av konstarter från ett till (åtminstone) nio - Bakgrund – Friedrich Hegel (tidigt 1800-tal) - Indelning – fem konstarter enligt Hegel; listningen senare förlängd |

Numrering av konstarter görs ibland med utgångspunkt från ett antal "klassiska" konstarter och flera nya. De klassiska konstarterna är sådana som etablerats före 1800-talet, och de nya är sådana som möjliggjorts eller spritts via senare uppfinningar eller teknologi. Den första kända numreringen gjordes av Friedrich Hegel i början av 1800-talet, med fem olika konstarter. Av ordningsnumren har bland annat "den sjunde" (filmkonsten) och "den nionde" (den tecknade serien) fått större spridning.

## Konstarterna
De numrerade konstarterna varierar, och olika kulturskribenter och författare har gjort listor som delvis skiljt sig åt. Nedanstående lista är dock en av de vanligare:
1. Arkitektur (Hegel)
2. Skulptur (Hegel)
3. Målning (Hegel)
4. Musik (Hegel)
5. Poesi (Hegel)
6. Dans (Canudo), alternativt fotografi
7. Film (Canudo)
8. Radio (Clausse), television, drama, fotografi eller "gemmail" (Cocteau)
9. Tecknad serie (Beylie/Morris/Vankeer), tidigare gastronomi (de Croze)

| Skulptur (här Tänkaren) har listats som "den andra" och måleri (här Mona Lisa) som "den tredje konsten". |  | Skulptur (här Tänkaren) har listats som "den andra" och måleri (här Mona Lisa) som "den tredje konsten". |
| Skulptur (här Tänkaren) har listats som "den andra" och måleri (här Mona Lisa) som "den tredje konsten". |  | |

### Nummer ett till sex
Den svenska filosofen Anssi Hynynen har i en text om serier från 2002 hänvisat till muserna i den antika grekiska mytologin, som var och en beskyddade en konstform. Muserna var dock redan nio till antalet, vilket komplicerar det logiska sambandet. Uppräkningen av konstformerna härstammar i själva verket till det tidiga 1800-talet, då den tyske filosofen Friedrich Hegel (1770-1831) i sitt verk Inledning till estetiken (Vorlesungen über die Ästhetik, 1835-1838; postumt utgivna föreläsningstexter) identifierade fem konstarter:
| ”                 | arkitekturens yttre konst, skulpturens objektiva konst och måleriets, musikens och poesins subjektiva konst. | „ |
| – Friedrich Hegel | |   |

I Hegels uppräkning noterades dock varken teater och litteratur. I antiken räknas dock länge fiktionslitteratur och poesi som ett och samma, och tidiga litterära verk skrevs ofta på vers (versepos).
| Musik har räknats som "den fjärde konsten" och poesi (här "Beowulf") som "den femte". |  | Musik har räknats som "den fjärde konsten" och poesi (här "Beowulf") som "den femte". |
| Musik har räknats som "den fjärde konsten" och poesi (här "Beowulf") som "den femte". |  |                                                                                       |

### Nummer sju
Efter Hegel har det fyllts på med flera konstarter av andra skribenter. De tillkommande som med teknikens utveckling har uppstått sedan Hegel skrev sitt verk.
Filmkonsten har normalt ansetts vara "den sjunde konstformen". Detta begrepp lanserades 1923 av den fransk-italienske filmvetaren Ricciotto Canudo i dennes "Manifeste du septième art" ('Den sjunde konstens manifest'). Från början hade han 1911 skrivit att filmen var den sjätte konstformen – efter Hegels fem – men han lade 1919 till dans som den sjätte, eftersom den kom före filmen. Fotokonst har ibland också omnämnts som "den sjätte konstformen".

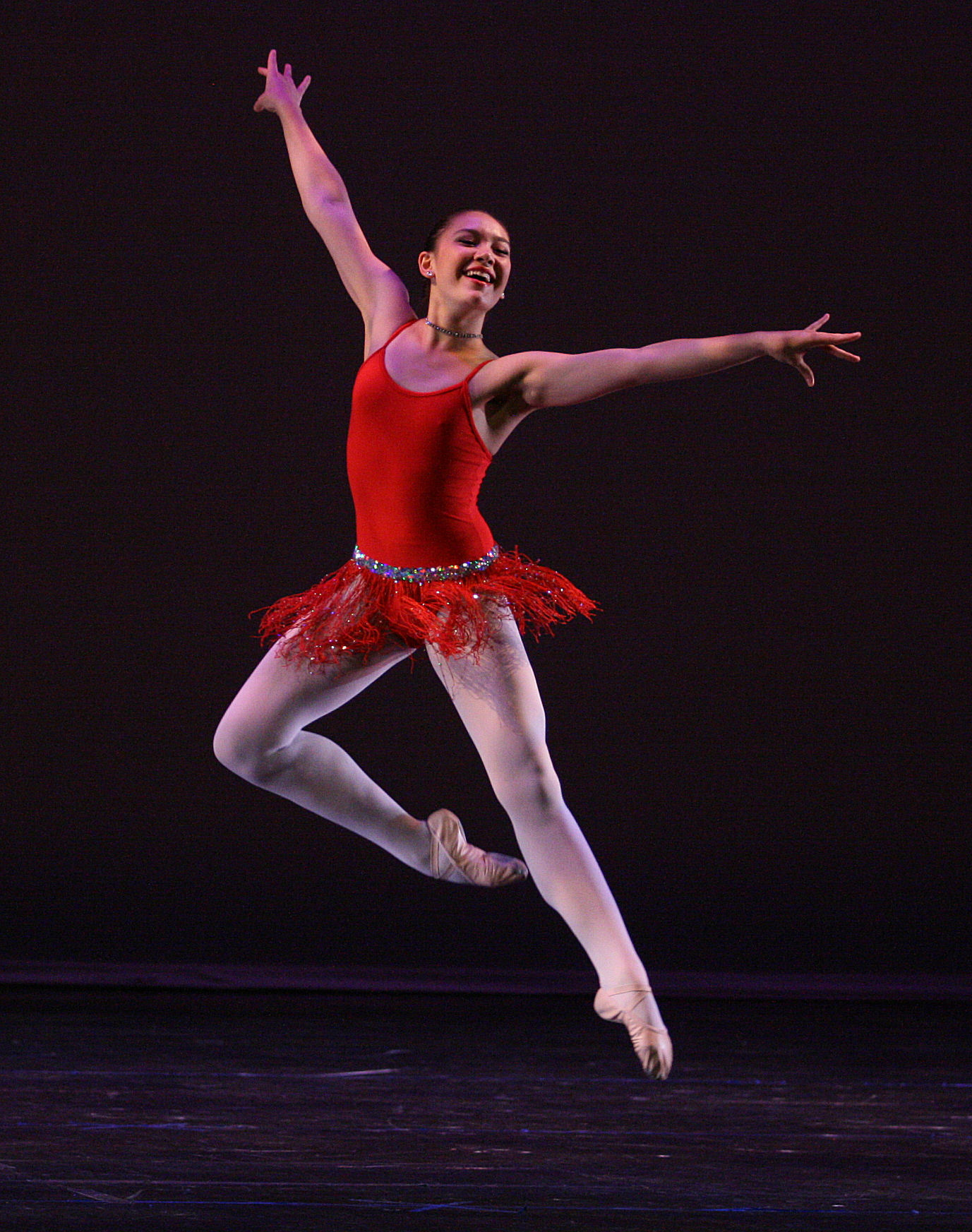
Dans (alternativt fotografi) har räknats som "den sjätte konsten".

### Nummer åtta
Vilken konstform som skall betraktas som den åttonde är inte etablerat, men begreppet har bland annat använts för radio (Roger Clausse, 1941) och för television (Festival de télévision de Monte-Carlo, 1961). Den franske konstnären Jean Cocteau använde det (1950) för den typen av färgat glas som på franska kallas gemmail.

### Nummer nio
Den tecknade serien anses ofta – särskilt i franskspråkiga miljöer – som "nummer nio" bland konstformerna. Uttrycket syftar på uppfattningen att det fanns ett antal klassiska, etablerade former av (bild)konst (arkitektur, skulptur, måleri med mera), då det kring sekelskiftet 1900 och därefter tillkom ett antal "nya". Nykomlingarna jämfördes då med de klassiska konstformerna, och försök gjordes att fortsätta den tidigare numreringen av konsterna.

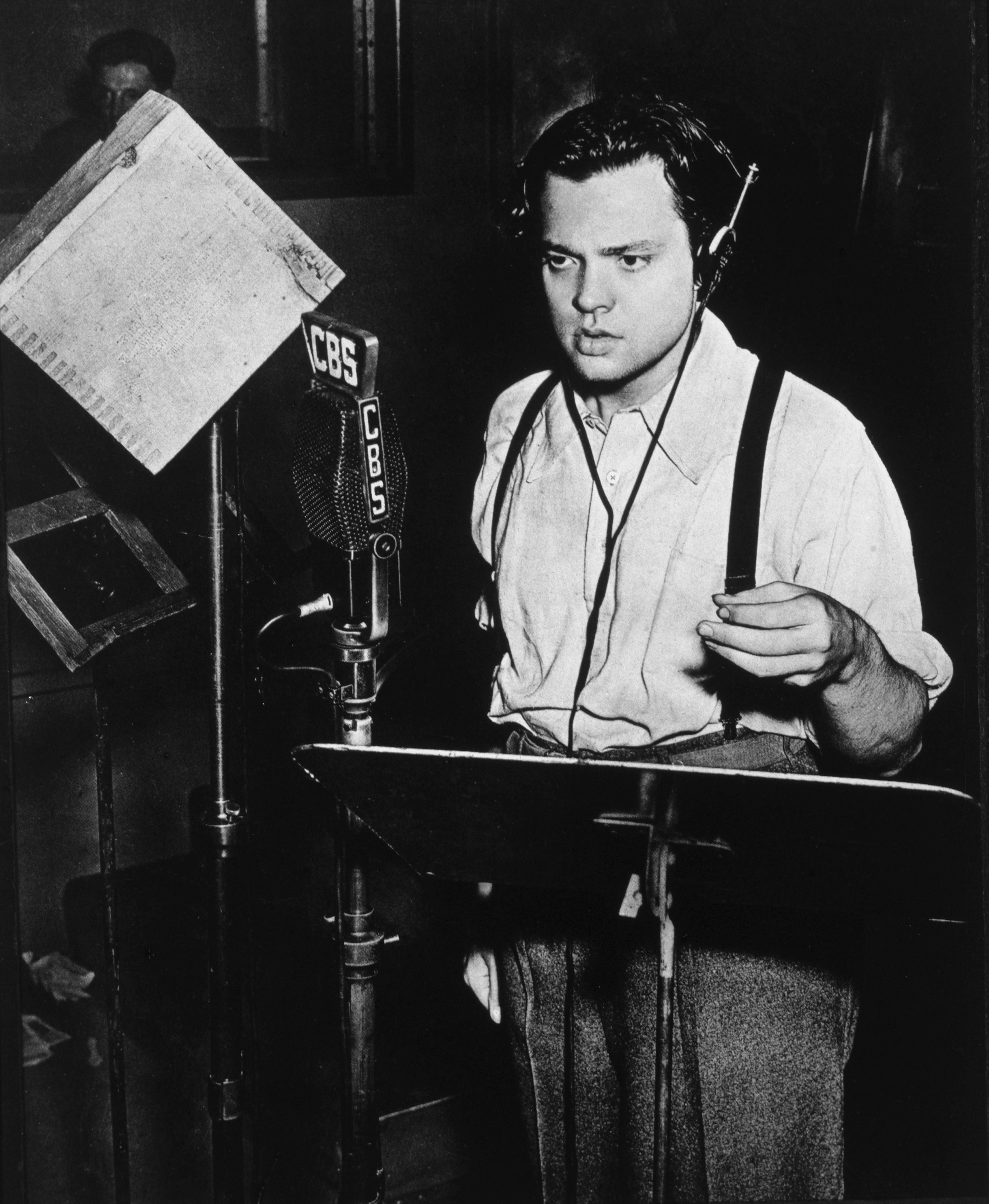
Radio benämns ibland som "den åttonde konsten" (här Orson Welles och Världarnas krig). Cité BD och seriefestivalen i Angoulême är tillägnade "den nionde konsten".

Uttrycket "den nionde konstformen" infördes mellan 1964 och 1967 i en artikelserie av Morris och Pierre Vankeer i tidningen Spirou. Det var då sannolikt inspirerat av en serie artiklar av filmteoretikern Claude Beylie, som i tidningen Lettres et Médecins, supplément littéraire de La Vie médicale 1964 skrev en artikel om "den nionde konstformens" förtjänster. Begreppet populariserades 1971 även av den franske litteraturvetaren Francis Lacassin i hans essä "Pour un neuvième art: La bande dessinée" ('För en nionde konst: Den tecknade serien').
Sedan 1960-talet har denna numrering blivit ett etablerat begrepp, och på senare år har ingen annan konstform beskrivits som den nionde. I ett verk från 1928 hade dock Austin de Croze använt begreppet för gastronomi.

### Högre nummer
Begreppen tionde och elfte konstformen har ibland också åsatts olika nya kulturyttringar.